# Eddie Haircut
Eddie Haircut (25. oktober 1959 i Husum - 1992) med det borgerlige navn Milan Balsgaard var én af de vigtigste inspiratorer, igangsættere og ikke mindst koncertarrangører på den tidligste danske punkscene. Som koncertarrangør arrangerede han bl.a. den legendariske albumdokumenterede punkfestival "Concert of the Moment" i 1979. Han var en vellidt og utrættelig persona i punkmiljøet – en ægte punkrocker og punkmusiker, der var trommeslager i bands som Elektrochok, Brats, Support og Monomania. Herudover lavede han bl.a. indlæg til det i dag musikhistorisk væsentlige danske punkfanzine Iklipsx.
Eddie Haircut spillede med Elektrochok og Brats til danmarks første større punkkoncert "Concert of the Day" den 15. september 1978, til Pære Punk i 1978 med Brats og til Concert of the Moment i 1979 med Support og D-Day. Og var generelt meget aktiv på samtlige de tidlige danske punkscener Brumleby, Rockmaskinen og Saltlageret etc.
Efter punkperioden bosatte Eddie Haircut sig i London et par år, hvor han var medlem af en række bands, heriblandt rockabilly-bandet Rimshots.
Efter opholdet i London tog han tilbage til Danmark, hvor han stadig var aktiv i musikbrancen, og blandt andet arbejdede som DJ for den populære lokalradiostation Sokkelund Radio i Huset i Magstræde.
Eddie Haircut døde 33 år gammel i forbindelse med sygdom i 1992.

## Diskografi
- Pære Punk – 12" comp LP 1979 (Kong Pære / KLP1) (Elektrochok og Brats)
- Pære Punk – MC comp 1979 (Kong Pære / KPMC1) (Elektrochok og Brats)
- Concert Of The Moment – 12" 3xLP live 1980 (Irmgardz / IRMG02) (Support)
- Concert Of The Moment – MC 14/11 1980 (Irmgardz / IRMG K502) (Support)
- Monomania – I'm Weird / 2nd Verse – 7” single 1980 – Better Day Records (BET 1)
- Bloodstains Across Denmark – 12" comp LP 1997 (Elektrochok og Brats, numre fra Pære Punk LP'en)